# The Seventh Sign
The Seventh Sign (рус. Седьмое знамение) — седьмой студийный альбом шведского гитариста-виртуоза Ингви Мальмстина, выпущенный 17 февраля в Японии и 9 мая 1994 года в Европе на лейбле Music for Nations. Альбом достиг 11 строчки в шведском альбомном чарте и 47 в Швейцарии. Данная работа стала первым альбомом с участием вокалиста Майкла Вескеры.

## Об альбоме
После выхода шестого альбома в жизни Ингви началась череда неприятностей. В августе 1992 года ураган Эндрю прошелся по Майами, из-за чего дом музыканта сильно пострадал. В январе 1993 умирает Найджел Томас, с которым Ингви работал 4 года. В марте того же года Elektra начинает давить на музыканта, чтобы тот начал запись нового альбома. Не выдержав давление, Мальмстин разрывает контракт и подписывает договор с японским лейблом Pony Canyon для записи нового альбома. Ингви собирает состав из новых музыкантов в лице вокалиста Майкла Вескеры, ударника Майка Терраны, басиста Барри Спаркса и клавишника Мэтса Олассона, с которым Мальмстин работал на двух прошлых альбомах. В феврале 1994 выходит альбом «The Seventh Sign» в Японии, многие критики сравнивают данную работу с Marching Out. В апреле того же года, лейбл Music for Nations подписывает с Ингви контракт на продажу альбома в Европе и Азии. После выпуска альбома начинается строительство личной студии музыканта под названием «Studio 308», на которой будет записан альбом Magnum Opus.

## Участники записи
- Ингви Мальмстин — вокал, гитара, ситар, бас, продакшн
- Майкл Вескера — вокал
- Мэтс Олассон — клавишные
- Майк Террана — ударные
- Джим Томмас — инжиниринг
- Джеф Гликсмэн — инжиниринг
- Майк Фрэйсер — микширование
- Кейт Роуз — помощь в микшировании

## Список композиций
1. «Never Die (рус. Никогда не умру)» (Мальмстин) — 3:29
2. «I Don’t Know (рус. Я не знаю)» (Мальмстин, Вескера) — 3:25
3. «Meant to Be (рус. Суждено быть)» (Мальмстин) — 3:52
4. «Forever One (рус. Один навсегда)» (Мальмстин) — 4:35
5. «Hairtrigger (рус. Вспыльчивый)» (Мальмстин) — 2:43
6. «Brothers (рус. Братья)» (Мальмстин) — 3:47
7. «The Seventh Sign (рус. Седьмое знамение)» (Мальмстин) — 6:31
8. «Bad Blood (рус. Вражда)» (Мальмстин, Вескера) — 4:25
9. «Prisoner of Your Love (рус. Узник твоей любви)» (Амбердаун, Мальмстин) — 4:27
10. «Pyramid of Cheops (рус. Пирамиды Хеопса)» (Мальмстин) — 5:10
11. «Crash and Burn (рус. Круши и поджигай)» (Мальмстин, Вескера) — 4:05
12. «Sorrow (рус. Печаль)» (Мальмстин) — 2:02
13. «Angel in Heat (бонусный трек на японском переиздании) (рус. Ангел в тепле)» (Мальмстин) — 4:15
14. «In the Distance (бонусный трек на ремастере) (рус. На расстоянии)» (Мальмстин) — 2:47

## Позиции в чартах
| Год  | Чарт                 | Позиция |
| ---- | -------------------- | ------- |
| 1994 | Swedish albums chart | 11      |
| 1994 | Swiss albums chart   | 47      |

## Сертификации
| Регион                                                      | Сертификация | Продажи  |
| ----------------------------------------------------------- | ------------ | -------- |
| Япония (RIAJ)                                               | Платиновый   | 200 000^ |
| ^ Данные о тиражах приведены только на основе сертификации. |              |          |